# Hesarur, Mundargi
Hesarur là một làng thuộc tehsil Mundargi, huyện Gadag, bang Karnataka, Ấn Độ.